# Atta-Höhle
Die Atta-Höhle oder Attendorner Tropfsteinhöhle in Attendorn gilt, nicht zuletzt aufgrund ihrer Mannigfaltigkeit und Farbigkeit, als eine der größten und schönsten begehbaren Tropfsteinhöhlen Deutschlands. Sie ist heute mit jährlich ungefähr 150.000 bis 200.000 Besuchern neben der Teufelshöhle bei Pottenstein (156.100 Besucher im Durchschnitt in den Jahren 2006 bis 2010) die meistbesuchte deutsche Schauhöhle und ein wichtiger Wirtschaftsfaktor für die Stadt.
Zu den Eigentümlichkeiten zählen viele Sinterfahnen, die von Eisenoxiden gefärbt sind. Ferner sind Stalaktiten, Stalagmiten und Stalagnaten zu sehen. Einige Teile von Calcitkristallbildungen wurden in den öffentlichen Bereich der Höhle verbracht, um dort präsentiert werden zu können.

## Entdeckungsgeschichte

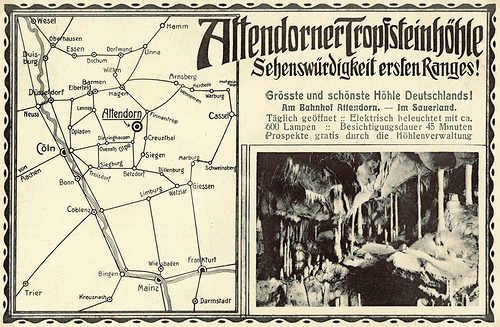
Postkarte aus der Zeit der Entdeckung

Die Höhle wurde beim Abbruch von Kalksteinen im Steinbruch der Biggetaler Kalkwerke am 19. Juli 1907 entdeckt und schon im gleichen Jahr vom Besitzer touristisch erschlossen. Die Höhle ist im Besitz der Erben des damaligen Steinbruchbesitzers Eberhardt Epe.
Weitere Teile der Höhle wurden 1985 von einer Höhlenforschergruppe unter der Leitung von Elmar Hammerschmidt entdeckt. Die bisher erforschte Gesamtlänge der Höhle beträgt 6000 Meter, die Erkundung wurde nicht abgeschlossen.

## Entstehung
Die Entstehung der Höhle begann im Devon vor ca. 400 Mio. Jahren, als das Gebiet der heutigen Höhle noch in einer Meeresbucht lag. In den damals abgelagerten Kalksteinschichten bildeten sich im Laufe der Zeit über Kohlensäureverwitterung durch einsickerndes Regenwasser sowie Mischungskorrosion Hohlräume. Siehe auch: Attendorn-Elsper Doppelmulde.
Bei einem Erdbeben vor einigen zigtausend Jahren brachen einige Tropfsteine ab. Die Höhle wird von Fledermäusen bewohnt, die durch Felsspalten in der Bergkuppe hineingelangen.

## Erschließung

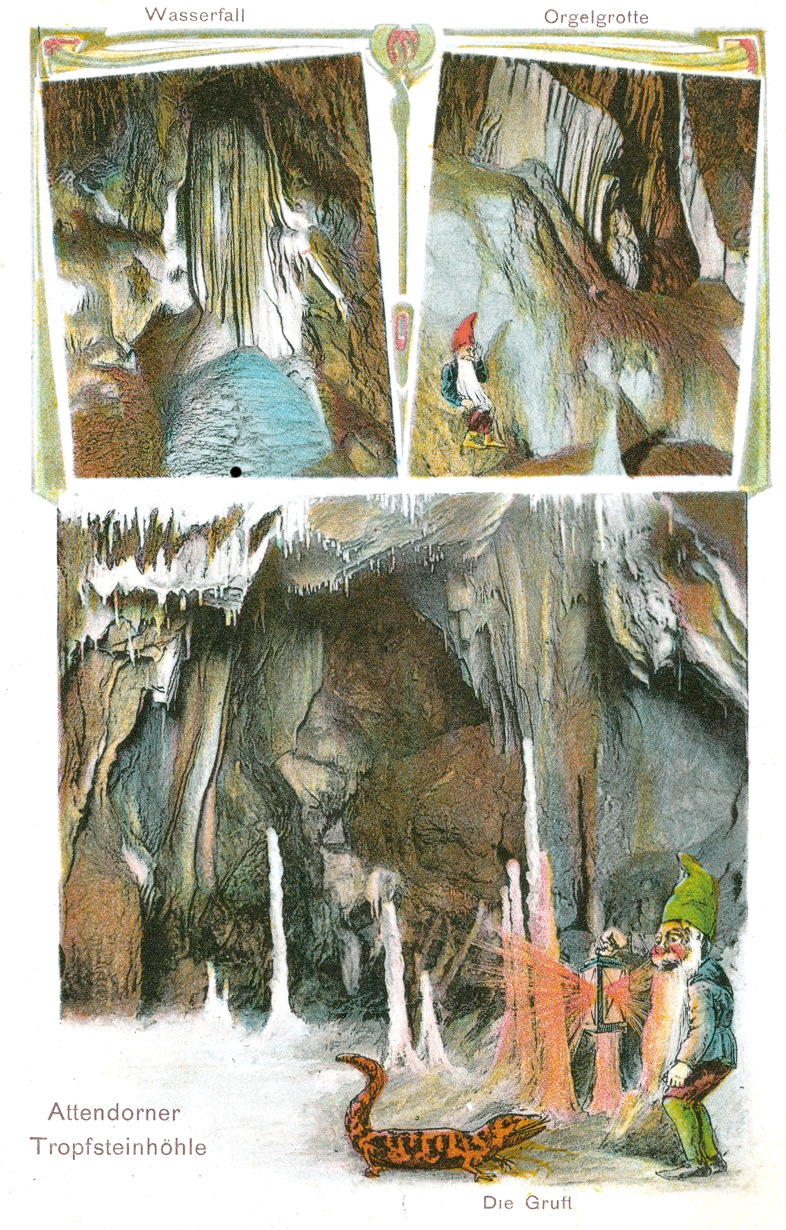
Werbe-Postkarte von 1910

Die einzelnen Höhlen, 52 an der Zahl, tragen phantasievolle Namen wie Prophetenhalle, Doppelgletscher, Thronsaal der Fürstin Atta, Sieben Zwerge und Eisbär, Nikolaus und Storch und viele andere Namen. Der nördlich des heutigen Eingangs liegende, ursprüngliche Zugang ist heute mit einer Metalltür verschlossen. In einem Teil der Höhle wird Käse gelagert, der als Atta-Käse verkauft wird. Eine Tür soll die Verbreitung des Geruchs mildern.
Für den Schauhöhlenbetrieb steht ein etwa 500 Meter langer Rundweg zur Verfügung. Er wird durch einen etwa 90 Meter langen Stollen erschlossen, durch den die Besucher geführt werden.

## Öffentliche Wahrnehmung der Atta-Höhle
Die Höhle haben nach Angaben der Touristischen Arbeitsgemeinschaft Süd-Sauerland bereits mehr als 40 Millionen Personen besichtigt. Kritisiert werden der hohe Eintrittspreis und das Fotografierverbot in der Höhle. Die durch den Betreiber angegebene Länge des Schauhöhlenbereichs von 1800 Meter ist falsch. Tatsächlich beträgt die Weglänge nur etwa 560 Meter.

## Schutzausweisung

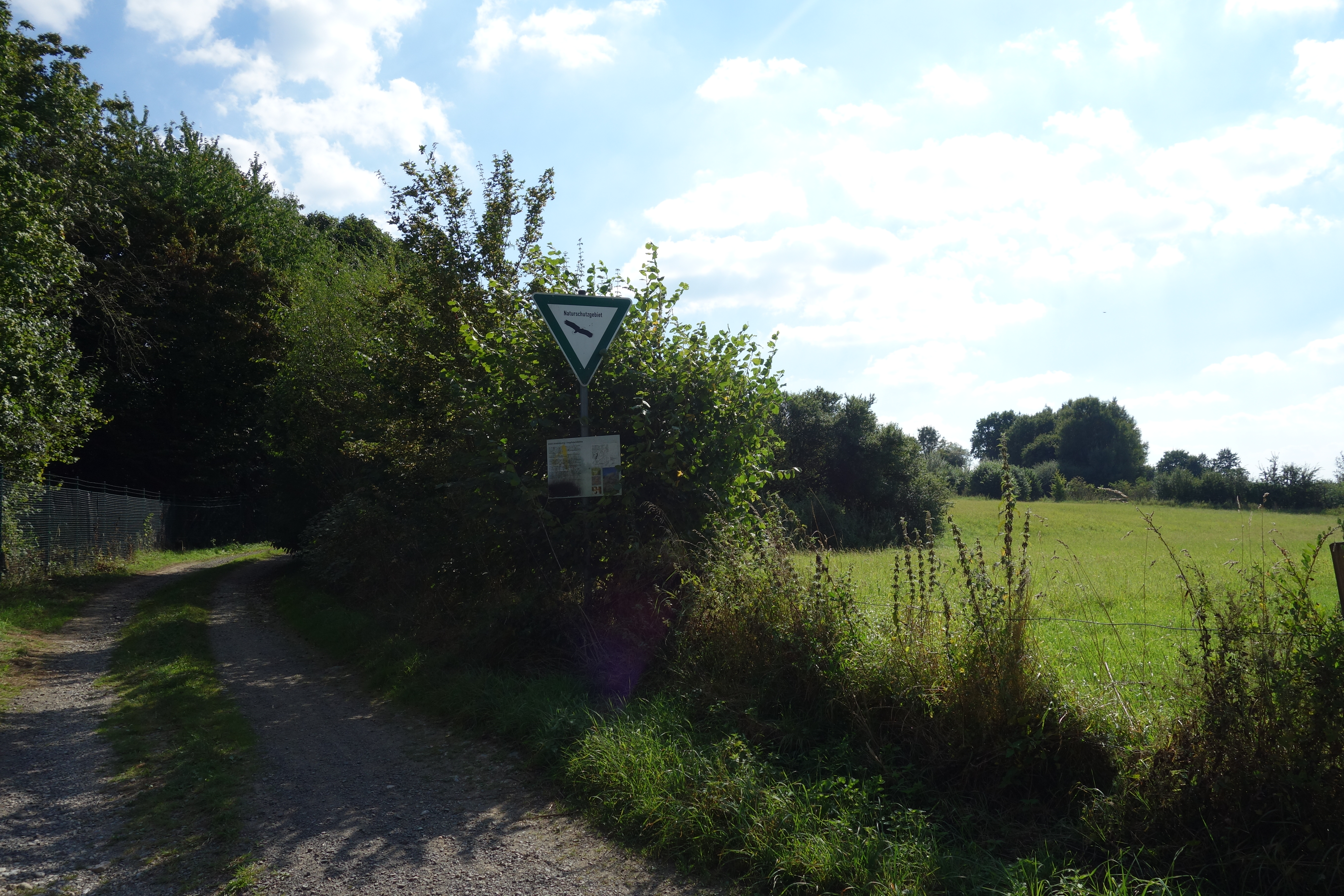
Nordöstlicher Rand vom Naturschutzgebiet Atta-Höhle

Die Attahöhle war lange Jahre als Naturdenkmal Attahöhle ausgewiesen. 2006 erfolgte mit dem Landschaftsplan Nr. 3 Attendorn – Heggen – Helden eine Ausweisung als Naturschutzgebiet (NSG) Atta-Höhle mit einer Größe von 13,25 ha. Im gleichen Jahr wurde die NSG-Fläche auch als Fauna-Flora-Habitat-Gebiet Attendorner Tropfsteinhöhle ausgewiesen. Neben der Höhle gehört ein Großteil des Stürzenberges, unter dem die Höhle liegt, zum NSG. Dazu gehört u. a. der nördlich der Höhle liegende ehemalige Kalksteinbruch von etwa 250 m Länge. Der Bruch hat eine bis zu 60 m hohe Steinbruchwand. Auf dem Bergrücken liegt ein Kulturlandschaftskomplex mit Wald, Grünland-, Hecken-, Feldgehölz- und Kalkmagerrasen-Resten zum NSG. Beim Grünland handelt es sich teils um Glatthafer- und Wiesenknopf-Stilgenwiesen. Der Wald ist teilweise Schluchtwald und Hangmischwald.